# Bloomer (kleding)
Een bloomer (Engels: bloomers) is een poffige lange broek voor vrouwen. De broek kwam voor het eerst op in de jaren 1850 als een alternatief voor de belemmerende victoriaanse hoepelrokken en was enigszins geïnspireerd door oosterse harembroeken. Hij werd in die periode onder een (kortere) rok gedragen. Het kledingstuk werd vernoemd naar Amelia Bloomer, een Amerikaans activiste in de vrouwenrechten- en anti-alcoholbewegingen waarvan ze een groot voorstander was. De bloomer werd gedurende een tiental jaar gedragen door geëmancipeerde vrouwen, maar werd fel bespot door tegenstanders en brak niet door.
Vanaf de jaren 1890 verscheen de bloomer opnieuw, ditmaal als sportkleding, in driekwartslengte en gedragen zonder rok. Rond 1910 wordt de vergelijkbare harembroek voor vrouwen geïntroduceerd. Vanaf de jaren 1920 werden de bloomers korter. Naarmate vrouwen vaker (korte) broeken droegen, raakte de bloomer in ongebruik. Op sommige plaatsen bleef de broek wel deel uitmaken van sportuniformen; zo maken poffige sportshorts genaamd buruma nog altijd deel uit van de uniformen voor meisjes in veel Japanse scholen.
De term 'bloomer' kan ook slaan op een korte, lichte pofbroek die als onderbroek wordt gedragen. Deze stijl was populair van de jaren 1910 tot 30.